# An Lạc, Cơ Long

Vị trí tại Cơ Long

An Lạc (tiếng Trung: 安樂區; bính âm: Ānlè Qū) là một khu (quận) của thành phố Cơ Long, tỉnh Đài Loan, Trung Hoa Dân Quốc (Đài Loan). An Lạc nằm ở phía tây bắc và là quận có dân số đông nhất thành phố. Diện tích của An Lạc là 18,0248 km², dân số vào tháng 8 năm 2011 là 83.295 người thuộc 31.823 hộ gia đình, mật độ cư trú đạt 4621,1 người/km².